# Анисимов, Владимир Иванович (легкоатлет)
Влади́мир Ива́нович Ани́симов (род. 1950) — советский легкоатлет, специалист по многоборьям. Наивысших успехов добился в 1970-х годах, серебряный призёр чемпионата СССР, победитель первенств всесоюзного значения, участник ряда крупных международных турниров в составе советской сборной. Представлял Ленинград и Вооружённые силы.

## Биография
Владимир Анисимов родился в 1950 году. Занимался лёгкой атлетикой в Ленинграде, выступал за Советскую Армию.
Впервые заявил о себе в десятиборье на всесоюзном уровне в сезоне 1972 года, когда с результатом в 7455	очков выиграл серебряную медаль на соревнованиях в Одессе.
В сентябре 1975 года одержал победу на турнире в Кисловодске, набрав в сумме 7788 очков.
В 1976 году взял бронзу на соревнованиях в Сочи (7661), стал шестым на чемпионате СССР в Киеве (7878), превзошёл всех соперников на международном турнире в Галле (7824).
В 1977 году занял 17-е место на международном турнире Hypo-Meeting в австрийском Гётцисе (6205), завоевал серебряную награду на чемпионате СССР по многоборьям в Риге (7831), был шестым на международном турнире в американском Блумингтоне (7634).
В 1978 году на чемпионате СССР в Донецке стал седьмым, установив при этом свой личный рекорд в десятиборье — 7879 очков.
В сентябре 1979 года выиграл бронзовую медаль на соревнованиях в Сочи (7830).
В мае 1981 года с результатом в 7560 очков завоевал серебряную награду на всесоюзном турнире в Донецке.